# Ophiopogon clavatus
Ophiopogon clavatus là một loài thực vật có hoa trong họ Măng tây. Loài này được C.H.Wright ex Oliv. mô tả khoa học đầu tiên năm 1895.